# Upplands runinskrifter 1123
Upplands runinskrifter 1123 är en vikingatida runsten av röd granit vid Tuna kyrka, Tuna socken och Uppsala kommun. Runstenen är 1,45 meter hög, 1 meter bred och 0,3 meter tjock. Runhöjden är 7,5-9 centimeter. Stenen restes på sin nuvarande plats cirka 1950. U 1123 står rest cirka sju meter sydväst om klockstapeln.

## Inskriften
Translitterering av runraden:
... [...(u)]h[i] · litu ' risa stain ' if[t]iʀ [o](t)k[a]iʀ ' faþur sin
Normalisering till runsvenska:
... ...hugi letu ræisa stæin æftiʀ Oddgæiʀ, faður sinn.
Översättning till nusvenska:
... läto resa stenen efter Oddger, sin fader.